# Algeriets fodboldlandshold
Algeriets fodboldlandshold er det nationale fodboldhold i Algeriet. Landsholdet bliver administreret af Algeriets fodboldforbund, Fédération Algérienne de Football.
Algeriet har deltaget i to VM-slutrunder i 1982 og 1986. I 1990 vandt Algeriet African Nations Cup efter at have besejret Nigeria i finalen med 1-0.

## Kendte spillere
- Lakhdar Belloumi.
- Salah Assad.
- Rabah Madjer.
- Karim Ziani.
- Nadir Belhadj.
- Rachid Mekhloufi.
- Djamel Zidane.
- Sofiane Feghouli
- Riyad Mahrez
- Islam Slimani
- Nabil Bentaleb